# كيث براشاو
كيث براشاو (بالإنجليزية: Keith Bradshaw)‏ هو لاعب اتحاد الرغبي بريطاني، ولد في 7 أبريل 1939 في Cefn Cribwr ‏ في المملكة المتحدة، وتوفي في 2 فبراير 2014.